# Softonic
Softonic ist ein Download-Portal für Software der Plattformen Windows, Linux, Mac und mobile Geräte. Das 1997 auf Spanisch gestartete Webangebot ist derzeit in zehn Sprachen verfügbar, darunter seit 2004 auch auf Deutsch. Neben Testberichten zu Programmen bietet Softonic Tipps zum Umgang mit Software auf dem zugehörigen Blog OnSoftware sowie in einem Nutzerforum.
Softonic.com verzeichnete im September 2012 mehr als 131 Millionen individuelle Nutzer. Weltweit hat Softonic im November 2012 den Alexa-Rang 162. Die deutsche Seite Softonic.de kommt laut Informationsgemeinschaft zur Feststellung der Verbreitung von Werbeträgern im Oktober 2012 auf monatlich 8,7 Millionen Besuche, im Januar 2011 über 11 Millionen.
Das Unternehmen Softonic International, eine Tochter des spanischen Internetkonzerns Grupo Intercom, hat seinen Sitz in Barcelona.

## Finanzierungsmodell
Softonic wird hauptsächlich durch Banner- und Linkwerbung finanziert. Zudem gibt es auch eine Verkaufsplattform, auf der Softwarehändler ihre Software an die Softonicnutzer verkaufen können. Im Fall eines Kaufes erhält Softonic eine Provision vom Händler. Im Jahr 2011 erzielte Softonic einen Umsatz von 45 Millionen Euro.

## Kontroversen

### Kostenpflichtige Freeware
2010 wurde eine Kooperation mit GMX, Sueddeutsche.de, FAZ.net und Web.de kritisiert, die gegen Bezahlung kostenlose Programme (sogenannte Freeware) auf den Servern von Softonic anboten. Geschäftsführer Tomás Diago erwiderte zu den Vorwürfen gegenüber 20min.ch: „Der Premium-Download ist durchweg klar als solcher […] gekennzeichnet. […] [F]alls sie mit unserem kostenpflichtigen Angebot nicht einverstanden sind [wird dieses] auf ihren Wunsch umgehend entfernt.“

### Toolbar
Softonic bietet unter Windows ein 4 MB großes Add-on namens Softonic Toolbar für die Webbrowser Firefox und Internet Explorer an, welches Zugriff auf firmenspezifische Inhalte ermöglicht. Diese wird allerdings als Spyware klassifiziert und lässt sich nur schwer entfernen. Der Softonic Downloader, der von Softonic als Pflichtvoraussetzung zum Herunterladen einiger Programme suggeriert wurde, installierte die Toolbar ungefragt mit. So erklärt sich auch die hohe Zahl der „Nutzer“ von Softonic.

## Sonstiges
Als sogenanntes klimaneutrales Download-Portal gleicht Softonic Deutschland nach eigenen Aussagen sämtliche CO2- Emissionen durch den Kauf von Emissionszertifikaten aus, deren Erlös an Klimaschutzprojekte geht.